# Faisal bin Fahd bin Muqrin Al Saud
Prinz Faisal bin Fahd bin Muqrin bin Abdulaziz Al Saud (arabisch فيصل بن فهد بن مقرن بن عبد العزيز آل سعود, DMG Faiṣal b. Fahd b. Muqrin b. ʿAbd al-ʿAzīz Āl Suʿūd; 3. März 1986 in Riad) ist ein saudi-arabischer Politiker und Mitglied der Saudi-Dynastie. Er ist seit Februar 2018 Vizegouverneur der Provinz Hail in Saudi-Arabien.

## Leben
Faisal wurde als Sohn von Fahd bin Muqrin, einem Sohn des ehemaligen Kronprinzen Muqrin, geboren. Der Staatsgründer und erste König Saudi-Arabiens, Ibn Saud, ist sein Urgroßvater.
Faisal hält einen Bachelor sowie einen Master in Verwaltung von der König-Saud-Universität, die unter anderem auch Mohammed bin Salman, der sein Onkel 2. Grades ist, und der Kulturminister Badr bin Abdullah besuchten. Nach seinem Abschluss war er als Berater in der Abteilung für Rechtsangelegenheiten und internationale Zusammenarbeit im Innenministerium tätig. Im Februar 2018 wurde er durch ein königliches Dekret zum Vizegouverneur der Provinz Hail ernannt.

## Familie
Faisal ist mit Sara bint Abdullah bin Ibrahim Al Hadithi verheiratet und Vater eines Sohnes, Fahd, und einer Tochter, Reema.

### Vorfahren
| Ahnentafel Prinz Faisal | Ahnentafel Prinz Faisal               | Ahnentafel Prinz Faisal               | Ahnentafel Prinz Faisal       | Ahnentafel Prinz Faisal       | Ahnentafel Prinz Faisal              | Ahnentafel Prinz Faisal              | Ahnentafel Prinz Faisal       | Ahnentafel Prinz Faisal       |
| ----------------------- | ------------------------------------- | ------------------------------------- | ----------------------------- | ----------------------------- | ------------------------------------ | ------------------------------------ | ----------------------------- | ----------------------------- |
| Ururgroßeltern          | Emir Abdul Rahman ⚭ Sara Al Sudairi   | ? ⚭ ?                                 | ? ⚭ ?                         | ? ⚭ ?                         | Emir Abdul Rahman ⚭ Sara Al Sudairi  | ? ⚭ ?                                | ? ⚭ ?                         | ? ⚭ ?                         |
| Urgroßeltern            | König Abdulaziz ⚭ Baraka Al Yamaniyah | König Abdulaziz ⚭ Baraka Al Yamaniyah | ? ⚭ ?                         | ? ⚭ ?                         | König Abdulaziz ⚭ Saida Al Yamaniyah | König Abdulaziz ⚭ Saida Al Yamaniyah | ? ⚭ ?                         | ? ⚭ ?                         |
| Großeltern              | Prinz Muqrin ⚭ ?                      | Prinz Muqrin ⚭ ?                      | Prinz Muqrin ⚭ ?              | Prinz Muqrin ⚭ ?              | Prinz Hathloul ⚭ ?                   | Prinz Hathloul ⚭ ?                   | Prinz Hathloul ⚭ ?            | Prinz Hathloul ⚭ ?            |
| Eltern                  | Prinz Fahd ⚭ Prinzessin Reema         | Prinz Fahd ⚭ Prinzessin Reema         | Prinz Fahd ⚭ Prinzessin Reema | Prinz Fahd ⚭ Prinzessin Reema | Prinz Fahd ⚭ Prinzessin Reema        | Prinz Fahd ⚭ Prinzessin Reema        | Prinz Fahd ⚭ Prinzessin Reema | Prinz Fahd ⚭ Prinzessin Reema |